# Pasul Ciucea

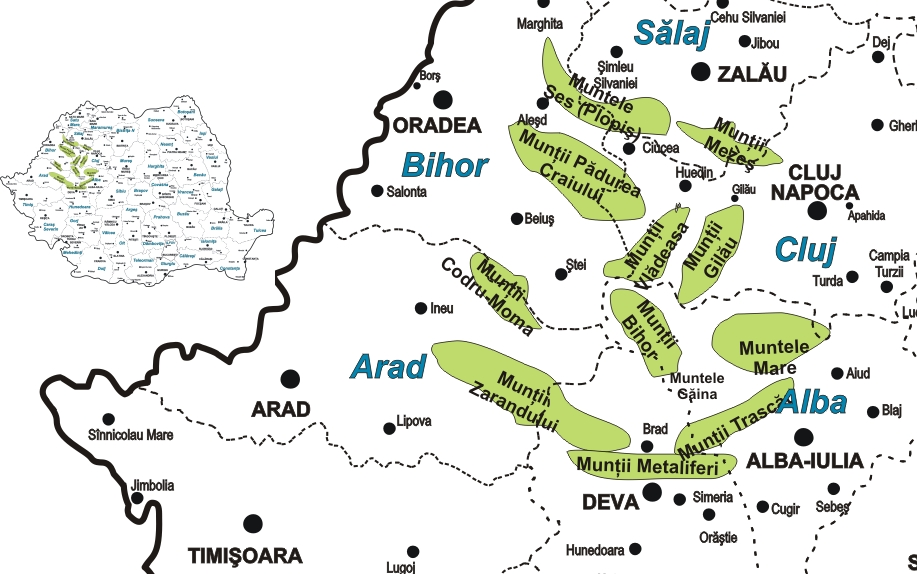
Munții Apuseni

Pasul Ciucea sau Pasul Craiului (maghiară Király-hágó, germană Königssteig) este o trecătoare din Carpații Occidentali Românești localizată la o altitudine de 582 m și situată la limita dintre județele Bihor – aflat la vest și Cluj – situat la est. Este delimitat de  Munții Pădurea Craiului  – aflați la sud-vest și Munții Plopiș (Șes) – aflați la nord-est.

## Repere geografice

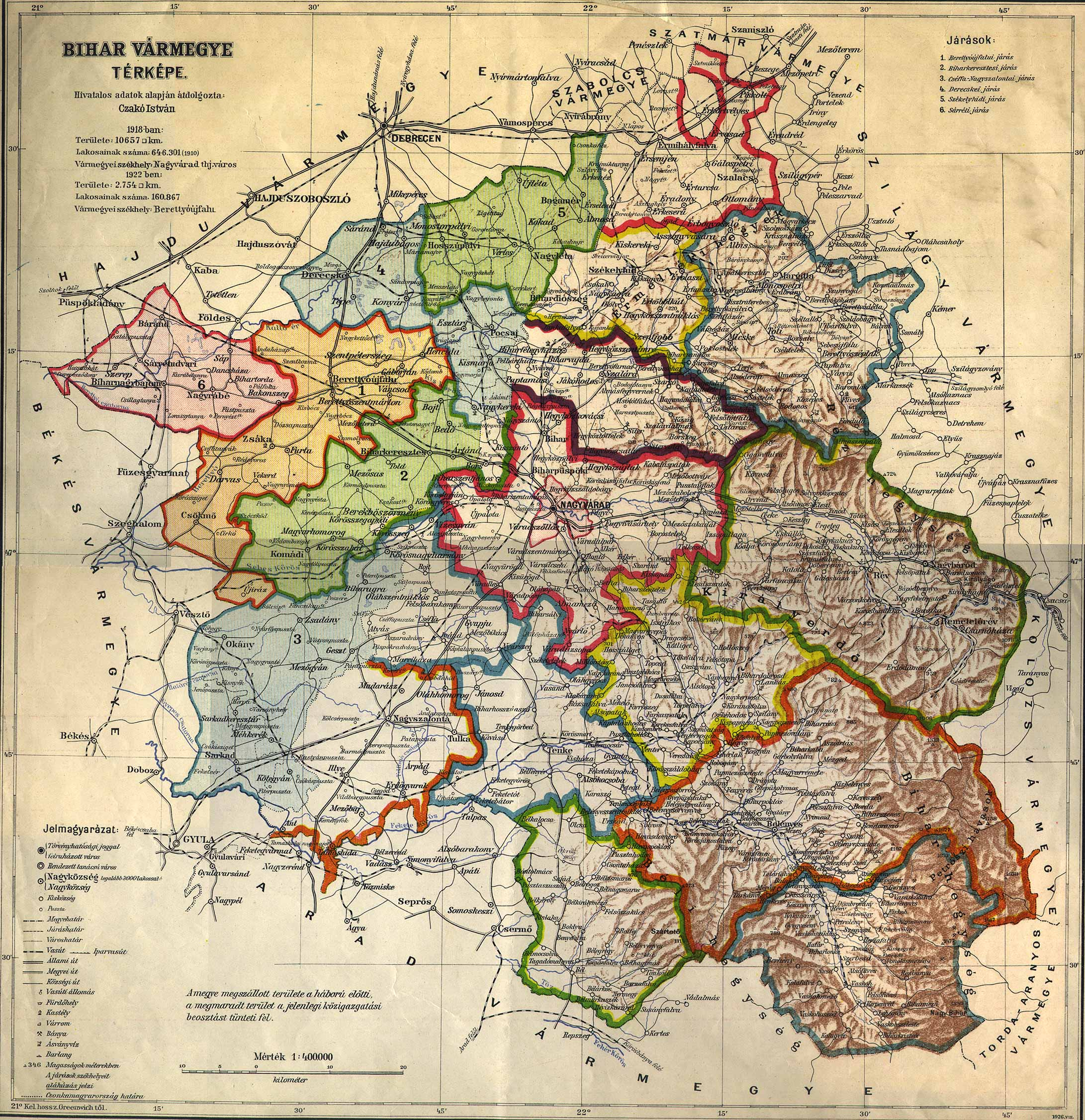
Harta administrativă a fostului comitat Bihor: Pasul Ciucea se afla în estul acestuia în districtul Aleșd.

Trecătoarea se află situată între localitățile Cornițel din județul Bihor – aflată la vest și Bucea din județul Cluj – aflată la est, unind văile Borodului și Crișului Repede. La sud-vest de trecătoare se găsește dealul Craiului (614 m), iar la nord-est de aceasta vârful Măgura Mare (918 m). Din punct de vedere al tipului geomorfologic, pasul este de captare. Alte pasuri din apropiere sunt: Osteana la nord-est, Plopiș la nord-vest și Vârtop la sud.
Actual în trecătoare se găsesc construite moteluri în stilul anilor 70, precum și  cafenele pentru conducătorii auto.

## Rol
| Imagine indisponibilă |  | Imagine indisponibilă |
|                       |  |                       |

| Imagine indisponibilă                            |  | Imagine indisponibilă |
| Pasul Craiului pe Harta Iosefină a Transilvaniei |  |                       |

Pasul reprezintă un punct de trecere situat, între Depresiunea Vad-Borod, și Depresiunea Ciucea-Negreni,, respectiv între Transilvania propriuzisă și Crișana. Șoseaua care traversează pasul, DN1, face legatura între localitățiile Oradea și Cluj alături de magistrala CFR 300.
În sens istoric și cultural, a reprezentat una dintre trecătorile majore prin care se realiza accesul în Transilvania medievală. Timp de secole, a fost astfel cea mai folosită rută de trecere dintre Marea Câmpie Ungară și bazinul Transilvaniei  (provincie „de dincolo de Pasul Regelui”, a Imperiului Habsburgic). Datorită faptului că primăvara Crișul Repede adesea inunda șoseaua situată de-a lungul văii, în anul 1780 a fost construit un nou drum care urca din Bucea. Împăratul Iosif al II-lea l-a traversat înainte de a prelua complet puterea în 1780, astfel că noua șosea a fost asociată cu numele său.
Constituie în același timp o graniță dialectală în ce privește limba maghiară, separând populația care vorbește dialectul „de dincolo de Pasul Craiului"  – altul decât dialectul secuiesc, ca urmare a conviețuirii prelungite cu  etnicii români și a bilingvismului istoric.

## Oportunități turistice
Trecătoarea în sine nu prea are calități potrivite care să merite o fotogrfie, în schimb din vârful muntelui se deschid perspective frumoase spre ținutul Bihorului și spre dealurile transilvănene.
În apropiere există următoarele obiective:
- Bisericile de lemn din Bezena, din Valea Crișului și Luncșoara, precum și biserica din zid din Vadu Crișului
- Cascada Boiului, Calcarele cu hippuriți din Valea Crișului, Locul fosilifer de la Cornițel, Peștera cu Apă din Valea Leșului, Valea Iadei cu Syringa josichaea, Peștera Bătrânului, Peștera Izbândiș
- Rezervațiile naturale Peștera Vântului, Peștera Unguru Mare, Defileul Crișului Repede (cu peșterile sale – printre care cea de la Vadu Crișului, cu Tăul fără fund, cu punctul de belvedere și cu Peretele zânelor).
- Castelul de vânătoare Zichy

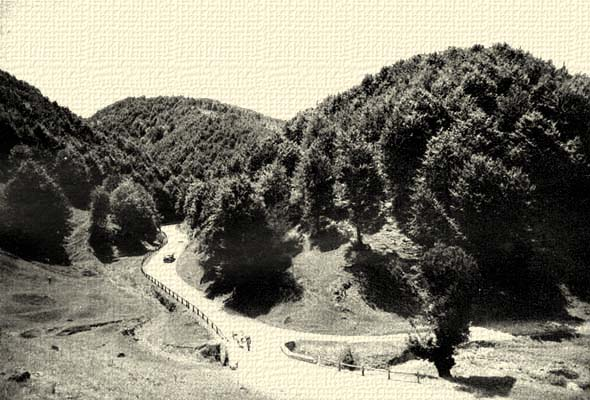
Șoseaua spre Pasul Ciucea la începutul anilor 1940.
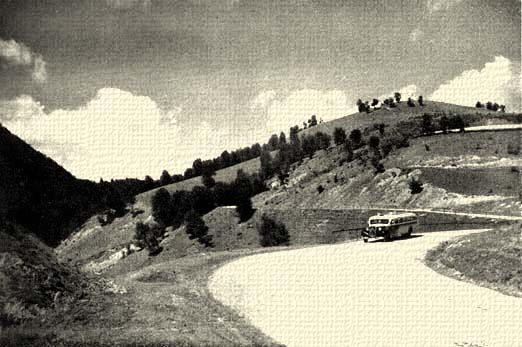
Spre Pasul Ciucea la începutul anilor 1940.
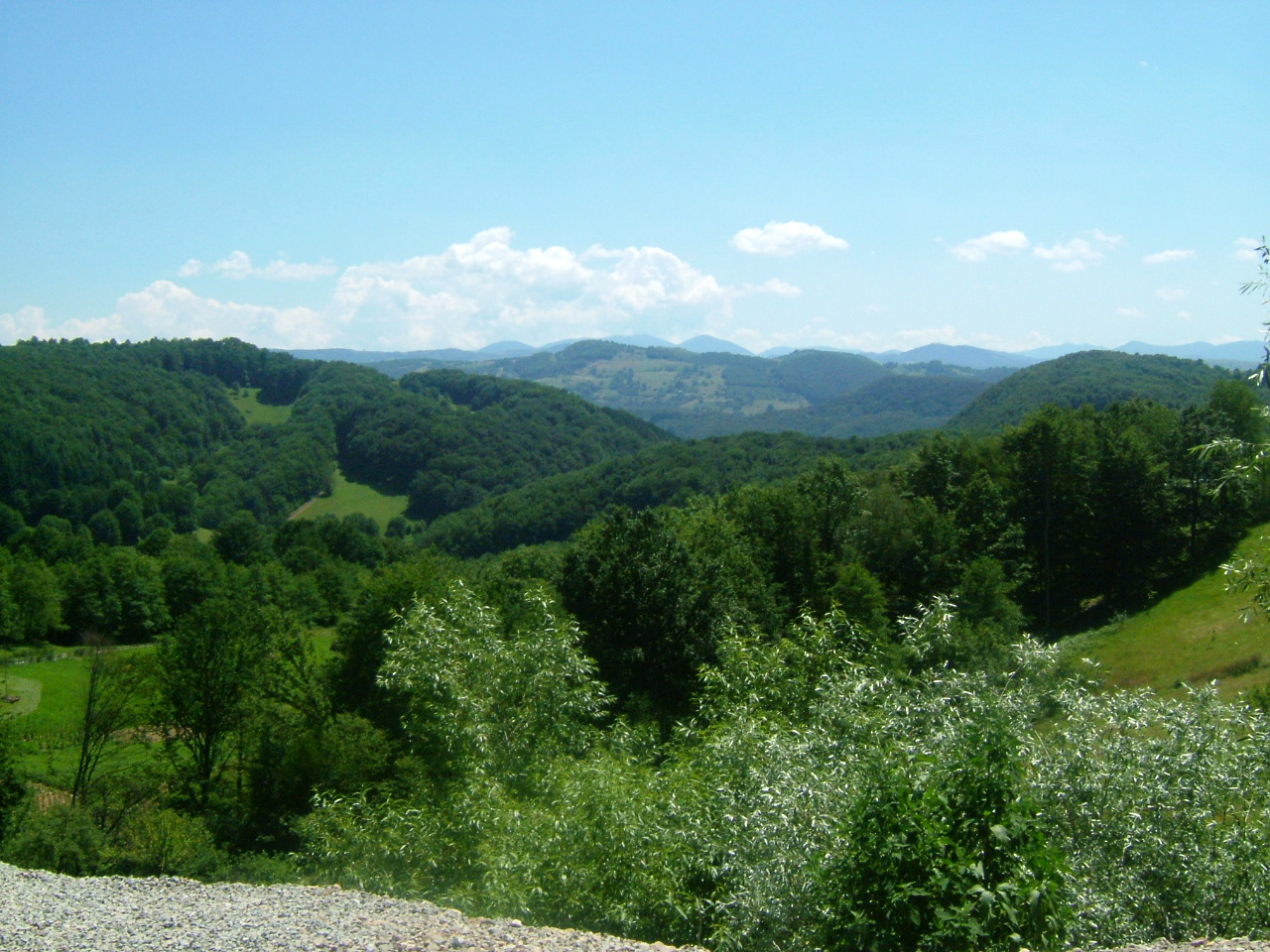
Perspectivă actuală
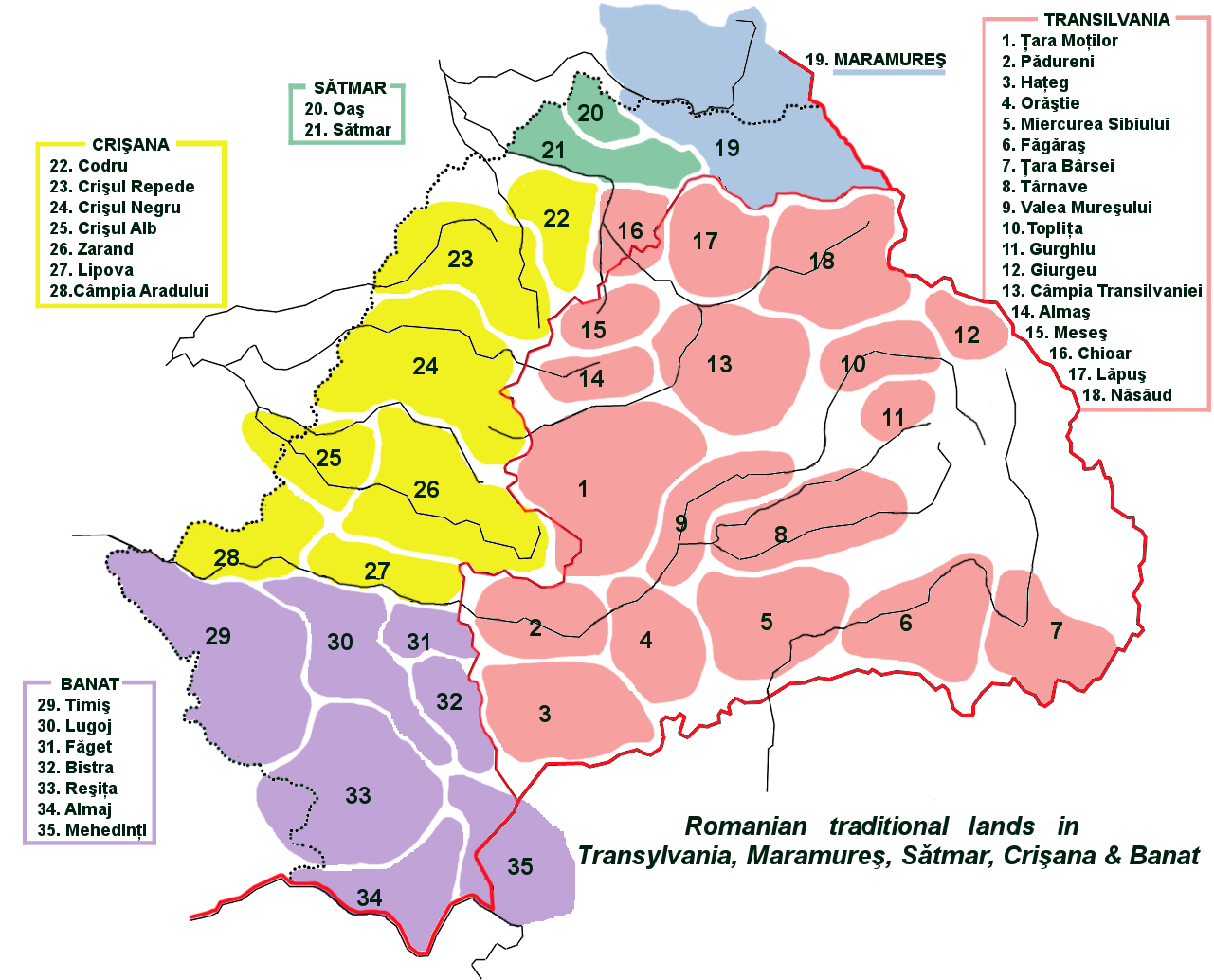
Regiunile etnografice româneşti din Transilvania
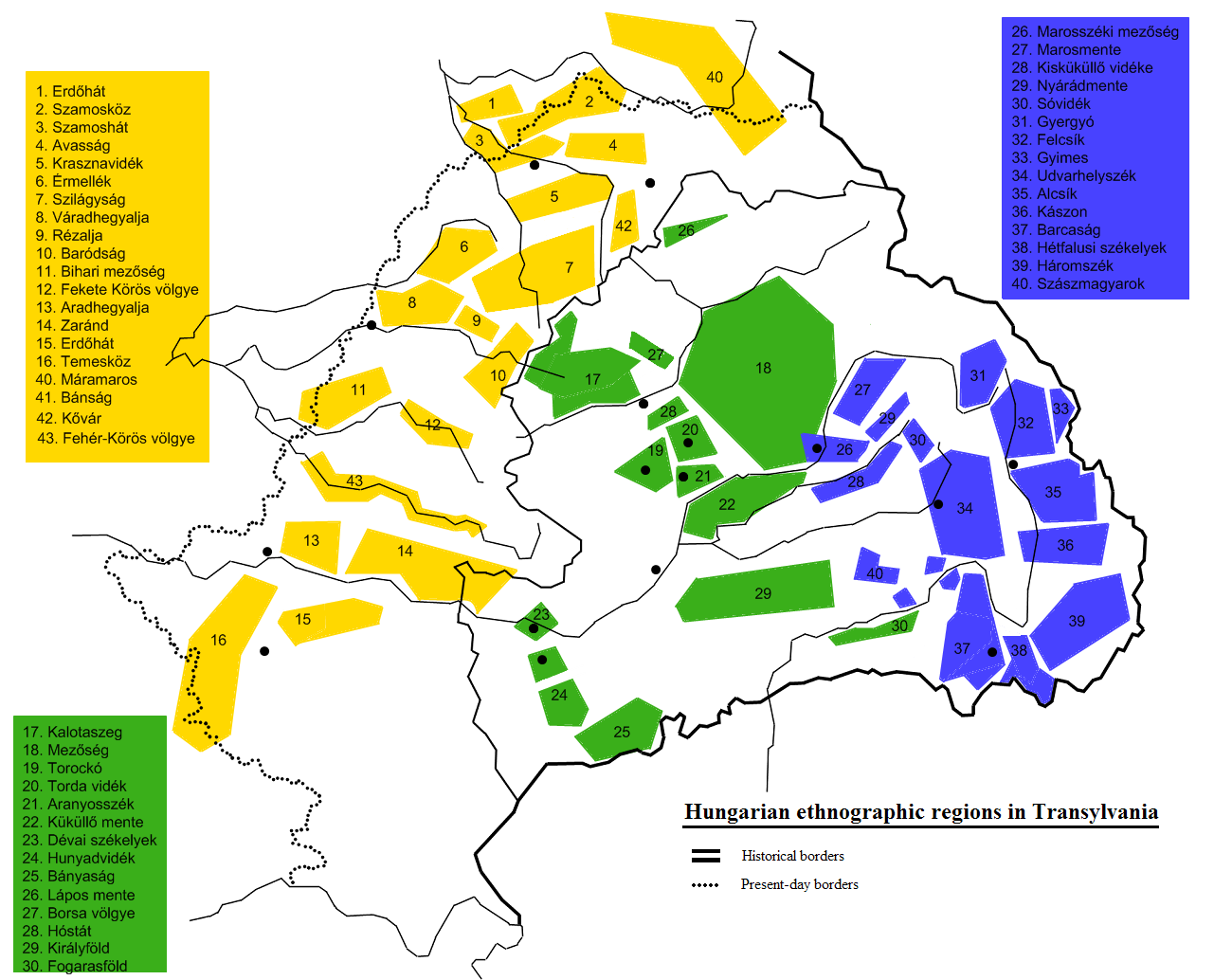
Regiunile etnografice maghiare din Transilvania